# Arona, Ý
Arona là một thị xã có dân số khoảng 14.500 người và nằm bên hồ Maggiore, thuộc tỉnh Novara (bắc Ý). Kinh tế địa phương chủ yếu là du lịch, đặc biệt là du khách từ Milano, Pháp và Đức.

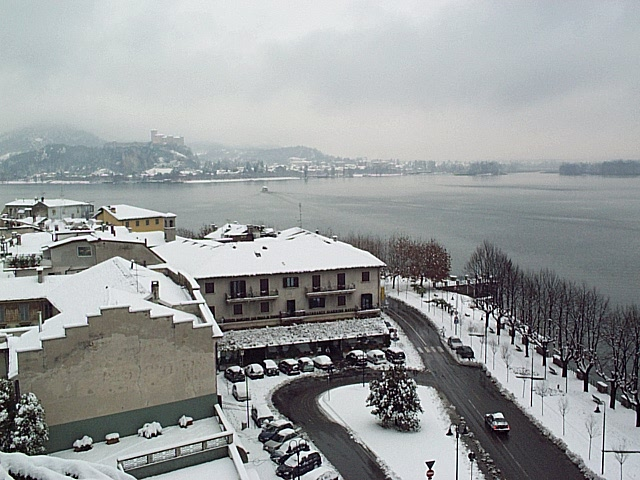
Largo Garibaldi vào mùa dông, phía sau là lâu đài Angera.

## Các đô thị giáp ranh
- Oleggio Castello
- Meina
- Comignago
- Dormelletto

## Thành phố kết nghĩa
- Compiègne, Pháp
- Arona, Tây Ban Nha
- Huy, Bỉ